# ミス・ブロウディの青春

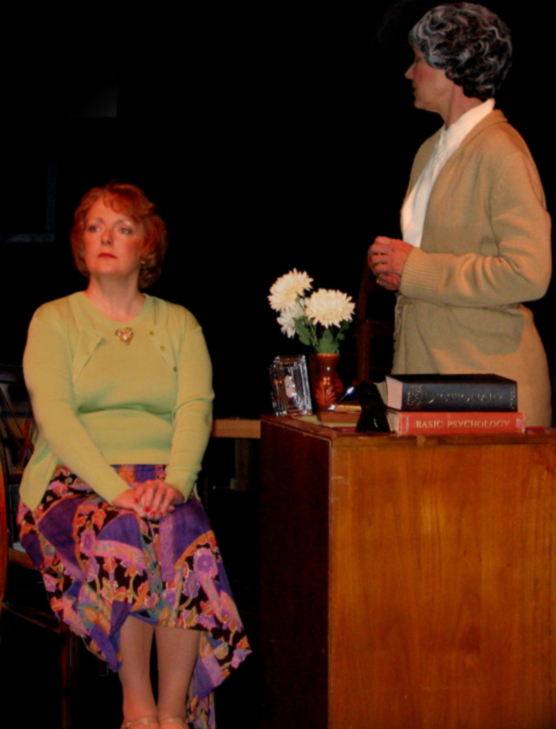
本作の舞台版より、ブロディ先生とマッケイ校長

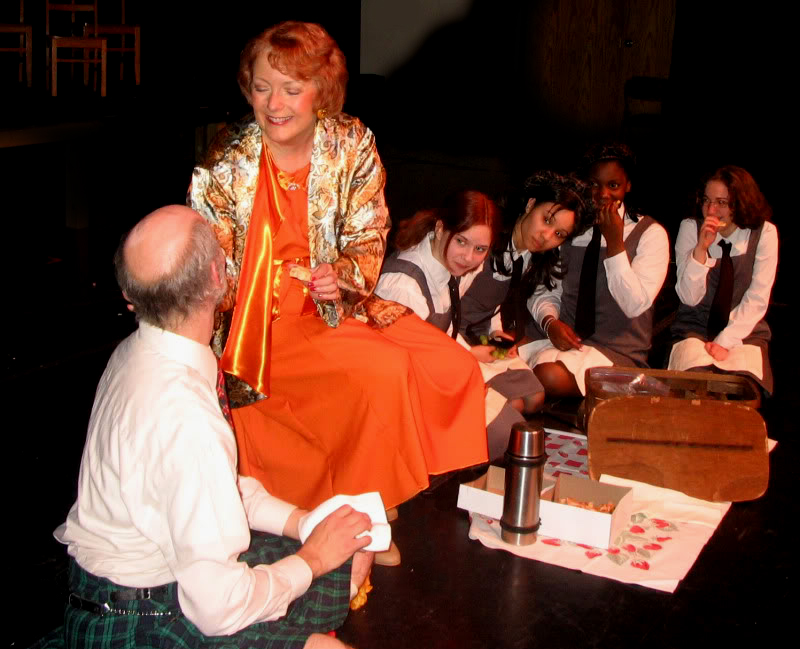
本作の舞台版より、ブロディ先生とロウザー先生。奥にいるのはブロディ隊の面々である。

『ミス・ブロウディの青春』（ミス・ブロウディのせいしゅん）または『ブロディ先生の青春』（ブロディせんせいのせいしゅん、原題 The Prime of Miss Jean Brodie）は、ミュリエル・スパーク作、1961年発表のイギリスの小説。

## あらすじ
1930年代のスコットランド・エディンバラにて、10歳の少女たちが、古典主義的な思想をもち、ファシズム的な色彩の強いジーン・ブロディ先生と出会い、「ブロディ隊」として編成される。物語は、この6人の少女たちの18歳までの成長を軸に、このなかでも特にブロディの信頼が厚く、のち修道女となったサンディの回想をまじえながら語られ、思春期における心の機微や葛藤、恋愛や性、またはさまざまな思想や宗教へのめざめなどが、時制の綾を駆使して描かれる。

## 人物
サンディ・ストレンジャー（Sandy Stranger）
ブロディ隊のひとりで、この小説の語り手。マーシャ・ブレイン校の生徒であり、のちに尼僧になる。ブロディのお気に入りで、「アンナ・パヴロアのような」才能をもつと評される。
ジーン・ブロディ（Jean Brodie）
マーシャ・ブレイン校の教師。独善的ながら、自由闊達とした授業をおこなう魅力的な人物。「ブロディ隊」を編成する。
ローズ・スタンリー（Rose Stanley）
ブロディ隊のひとりで、魅力的な容姿をしている。ロイドのモデルとなるが、のちに別の男性と結婚する。
テディ・ロイド（Teddy Lloyd）
マーシャ・ブレイン校の美術教師であるカトリックの信者。ジーン・ブロディと恋愛関係におちいり、接吻する。
ユーニス・ガードナー（Eunice Gardner）
ブロディ隊のひとりで、チームスピリットを重んじる。体操が得意である。
モニカ・ダグラス（Monica Douglas）
ブロディ隊のひとりで、ふくよかな体格をしている。理数系に明るい。
ジェニー・グレイ（Jenny Gray)
ブロディ隊のひとりで、雄弁な少女。のち女優になる。
メアリー・マクレガー（Mary Macgregor）　
ブロディ隊のひとりで、やや知性に欠ける少女。「末席」とされる。
ジョイス・エミリー・ハモンド（Joyce Emily Hammond）
転校生で、ブロディ隊に入れなかった少女。
マッケイ校長
マーシャ・ブレイン校の校長で、校風に反する教え方をするブロディと対立関係にある。
ロウザー先生
マーシャ・ブレイン校の音楽教師。